# 21
Het jaar 21 is het 21e jaar in de 1e eeuw volgens de christelijke jaartelling.

## Gebeurtenissen

### Italië
- Keizer Tiberius en zijn zoon Drusus de Jongere, worden door de Senaat herkozen tot consul van het Imperium Romanum.

### Europa
- De Romeinen onderdrukken een opstand van de Gallische stammen, de Aedui en Treveri (in de buurt van Trier).

## Overleden
- Publius Sulpicius Quirinius, Romeins consul en veldheer